# 3836 Lem
A 3836 Lem (ideiglenes jelöléssel 1979 SR9) a Naprendszer kisbolygóövében található aszteroida. Nyikolaj Sztyepanovics Csernih fedezte fel 1979. szeptember 22-én.